# Demografía de Moldavia

Distribución étnica de Moldavia (datos de 2004).

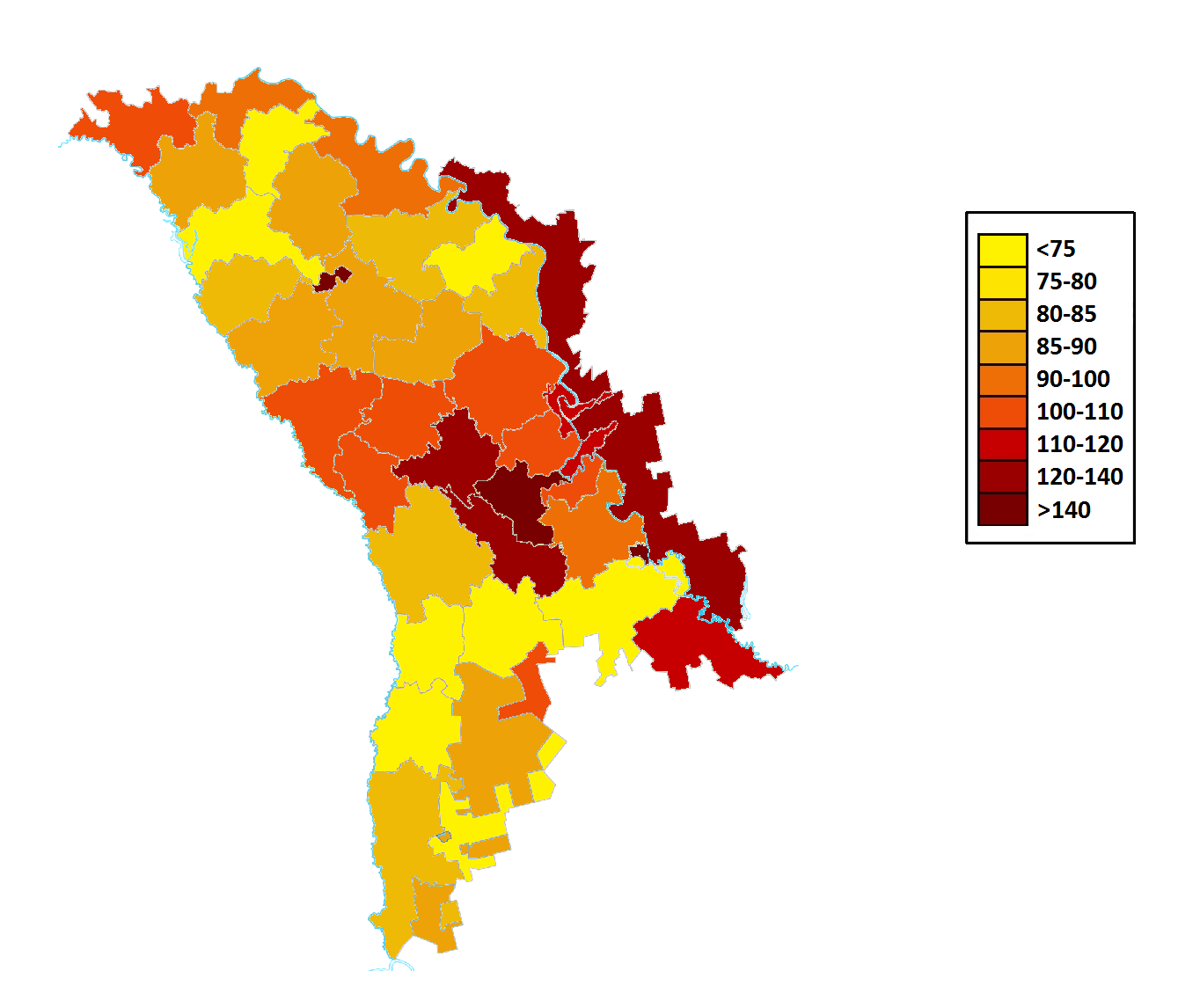
Densidad de la población de Moldavia, 2014

El siguiente artículo describe las características de la demografía de Moldavia.

## Población
La población de Moldavia alcanza los 3,5 millones (estimaciones de 2014), y está decreciendo a un ritmo del 1,02% anual. La mayoría de la población pertenece a la etnia moldava (75,8%), seguida por una importante colectividad de ucranianos (8,4%), rusos (5,9%), y gagaúzos (4,4%). Los habitantes se concentran en las llanuras, donde están los centros industriales y se desarrolla la agricultura a gran escala. 
El 72,2% de los moldavos vive en las ciudades, lo que representa una de la proporciones más bajas de Europa, sólo superada por algunos de sus vecinos balcánicos. Las principales ciudades del país son Chisináu, la capital, con 1 millón de habitantes.
Moldavia es un estado sin religión oficial, aunque más del 70% de la población se adscribe a la Iglesia Ortodoxa Rumana, que es independiente de la ortodoxa del este. También hay cantidades significativas de católicos protestantes (4% de la población), grupos pentecostales. Según el censo de 2002, también vivían en el país 23.105 ateos y arreligiosos y 6100 judíos.

## Idioma rumano
El rumano es el idioma oficial del país. Le siguen en importancia el ruso y el ucraniano, hablados por las poblaciones de esas etnias. El francés es hablado por un significativo número de personas (entre 1 y 2 millones), y Moldavia es miembro de la Francofonía.

## Estadísticas vitales

### Gobernación de Besarabia(1900-1914)
|      | Población | Nacidos vivos | Muertes | Cambio natural | Tasa bruta de natalidad (por 1000) | Tasa de mortalidad (por 1000) | Cambio natural (por 1000) |
| ---- | --------- | ------------- | ------- | -------------- | ---------------------------------- | ----------------------------- | ------------------------- |
| 1900 | 2 037 000 | 83 306        | 48 480  | 34 826         | 40,9                               | 23,8                          | 17,1                      |
| 1901 | 2 073 000 | 87 797        | 46 296  | 41 501         | 42,3                               | 22,3                          | 20,0                      |
| 1902 | 2 113 000 | 96 641        | 55 423  | 41 218         | 45,7                               | 26,2                          | 19,5                      |
| 1903 | 2 154 000 | 94 936        | 53 236  | 41 700         | 44,1                               | 24,7                          | 19,4                      |
| 1904 | 2 194 000 | 99 265        | 55 436  | 43 829         | 45,3                               | 25,3                          | 20,0                      |
| 1905 | 2 237 000 | 80 085        | 62 387  | 17 698         | 35,8                               | 27,9                          | 7,9                       |
| 1906 | 2 267 000 | 95 090        | 55 638  | 39 452         | 41,9                               | 24,5                          | 17,4                      |
| 1907 | 2 303 000 | 107 195       | 59 964  | 47 231         | 46,5                               | 26,0                          | 20,5                      |
| 1908 | 2 345 000 | 96 088        | 54 772  | 41 316         | 41,0                               | 23,4                          | 17,6                      |
| 1909 | 2 395 000 | 105 681       | 62 498  | 43 183         | 44,1                               | 26,1                          | 18,0                      |
| 1910 | 2 441 000 | 101 544       | 77 356  | 24 188         | 41,6                               | 31,7                          | 9,9                       |
| 1911 | 2 488 000 | 97 864        | 74 093  | 23 771         | 39,3                               | 29,8                          | 9,6                       |
| 1912 | 2 540 000 | 102 654       | 77 431  | 25 223         | 40,4                               | 30,5                          | 9,9                       |
| 1913 | 2 602 000 | 102 397       | 77 745  | 24 652         | 39,4                               | 29,9                          | 9,5                       |
| 1914 | 2 625 000 | 100 871       | 79 202  | 21 669         | 38,4                               | 30,2                          | 8,3                       |

### Después de la Segunda Guerra Mundial, área total
|      | Población    | Nacidos vivos | Muertos | Cambio natural | Tasa bruta de natalidad (por 1000) | Tasa bruta de mortalidad (por 1000) | Cambio natural (por 1000) | Tasa de fertilidad total | Fertilidad urbana | Fertilidad rural |
| ---- | ------------ | ------------- | ------- | -------------- | ---------------------------------- | ----------------------------------- | ------------------------- | ------------------------ | ----------------- | ---------------- |
| 1945 | 2 028 000(e) | 42 795        | 78 797  | -36 002        | 21,1                               | 38,9                                | -17,8                     |                          |                   |                  |
| 1946 | 2 254 000(e) | 64 462        | 64 371  | 91             | 28,6                               | 28,5                                | 0,1                       |                          |                   |                  |
| 1947 | 2 188 000(e) | 57 555        | 165 049 | -107 494       | 26,3                               | 75,5                                | -49,2                     |                          |                   |                  |
| 1948 | 2 126 000(e) | 73 123        | 35 846  | 37 277         | 34,4                               | 16,9                                | 17,5                      |                          |                   |                  |
| 1949 | 2 236 000(e) | 94 180        | 30 407  | 63 773         | 42,1                               | 13,6                                | 28,5                      |                          |                   |                  |
| 1950 | 2 341 000    | 91 137        | 26 363  | 64 774         | 38,9                               | 11,3                                | 27,7                      |                          |                   |                  |
| 1951 | 2 381 000    | 91 645        | 25 957  | 65 688         | 38,5                               | 10,9                                | 27,6                      |                          |                   |                  |
| 1952 | 2 432 000    | 80 918        | 30 968  | 49 950         | 33,3                               | 12,7                                | 20,5                      |                          |                   |                  |
| 1953 | 2 491 000    | 79 041        | 23 257  | 55 784         | 31,7                               | 9,3                                 | 22,4                      |                          |                   |                  |
| 1954 | 2 557 000    | 83 607        | 24 077  | 59 530         | 32,7                               | 9,4                                 | 23,3                      |                          |                   |                  |
| 1955 | 2 627 000    | 79 772        | 21 864  | 57,908         | 30,4                               | 8,3                                 | 22,0                      |                          |                   |                  |
| 1956 | 2 701 000    | 81 372        | 20 109  | 61 263         | 30,1                               | 7,4                                 | 22,7                      |                          |                   |                  |
| 1957 | 2 777 000    | 85 743        | 21 114  | 64 629         | 30,9                               | 7,6                                 | 23,3                      |                          |                   |                  |
| 1958 | 2 853 000    | 87 502        | 18 741  | 68 761         | 30,7                               | 6,6                                 | 24,1                      | 3,54                     |                   |                  |
| 1959 | 2 929 000    | 92 176        | 21 467  | 70 709         | 31,5                               | 7,3                                 | 24,1                      | 3,64                     |                   |                  |
| 1960 | 3 003 000    | 87 910        | 19 290  | 68 620         | 29,3                               | 6,4                                 | 22,9                      | 3,41                     |                   |                  |
| 1961 | 3 073 000    | 86 683        | 19 590  | 67 093         | 28,2                               | 6,4                                 | 21,8                      | 3,20                     |                   |                  |
| 1962 | 3 141 000    | 80 494        | 21 365  | 59 129         | 25,6                               | 6,8                                 | 18,8                      | 3,00                     |                   |                  |
| 1963 | 3 208 000    | 78 422        | 20 737  | 57 685         | 24,4                               | 6,5                                 | 18,0                      | 2,89                     |                   |                  |
| 1964 | 3 273 000    | 73 583        | 19 944  | 53 639         | 22,5                               | 6,1                                 | 16,4                      | 2,71                     |                   |                  |
| 1965 | 3 335 000    | 67,996        | 20,571  | 47,425         | 20.4                               | 6.2                                 | 14.2                      | 2,68                     |                   |                  |
| 1966 | 3 395 000    | 71 406        | 21 474  | 49 326         | 21,0                               | 6,3                                 | 14,5                      | 2,73                     |                   |                  |
| 1967 | 3 453 000    | 71 380        | 23 406  | 47 294         | 20,7                               | 6,8                                 | 13,7                      | 2,69                     |                   |                  |
| 1968 | 3 506 000    | 69 997        | 24 268  | 45 532         | 20,0                               | 6,9                                 | 13,0                      | 2,65                     |                   |                  |
| 1969 | 3 549 000    | 67 575        | 26 249  | 40 651         | 19,0                               | 7,4                                 | 11,5                      | 2,58                     |                   |                  |
| 1970 | 3 594 000    | 69 778        | 26 577  | 43 201         | 19,4                               | 7,4                                 | 12,0                      | 2,56                     |                   |                  |
| 1971 | 3 647 000    | 73 643        | 27 889  | 45 754         | 20,2                               | 7,6                                 | 12,5                      | 2,63                     |                   |                  |
| 1972 | 3 700 000    | 76 198        | 28 001  | 48 197         | 20,6                               | 7,6                                 | 13,0                      | 2,63                     |                   |                  |
| 1973 | 3 748 000    | 76 339        | 30 756  | 45 583         | 20,4                               | 8,2                                 | 12,2                      | 2,59                     |                   |                  |
| 1974 | 3 794 000    | 77 474        | 32 216  | 45,258         | 20,4                               | 8,5                                 | 11,9                      | 2,55                     |                   |                  |
| 1975 | 3 839 000    | 79 169        | 35 635  | 43 534         | 20,6                               | 9,3                                 | 11,3                      | 2,52                     |                   |                  |
| 1976 | 3 877 000    | 79 863        | 34 812  | 45 051         | 20,6                               | 9,0                                 | 11,6                      | 2,46                     |                   |                  |
| 1977 | 3 910 000    | 79 022        | 37 250  | 41 772         | 20,2                               | 9,5                                 | 10,7                      | 2,40                     |                   |                  |
| 1978 | 3 936 000    | 78 994        | 38 410  | 40 584         | 20,1                               | 9,8                                 | 10,3                      | 2,38                     | 1,70              | 3,00             |
| 1979 | 3 967 000    | 80 152        | 41 729  | 38 423         | 20,2                               | 10,5                                | 9,7                       | 2,39                     | 1,80              | 2,90             |
| 1980 | 4 010 000    | 79 580        | 40 472  | 39 108         | 19,8                               | 10,1                                | 9,8                       | 2,41                     | 1,80              | 2,90             |
| 1981 | 4 054 000    | 82 279        | 41 476  | 40 803         | 20,3                               | 10,2                                | 10,1                      | 2,45                     | 1,80              | 3,10             |
| 1982 | 4 097 000    | 83 258        | 41 046  | 42 212         | 20,3                               | 10,0                                | 10,3                      | 2,43                     | 1,79              | 3,19             |
| 1983 | 4 137 000    | 91 304        | 44 329  | 46 975         | 22,1                               | 10,7                                | 11,4                      | 2,57                     | 1,87              | 3,46             |
| 1984 | 4 175 000    | 89 637        | 45 537  | 44 100         | 21,5                               | 10,9                                | 10,6                      | 2,67                     | 1,95              | 3,65             |
| 1985 | 4 214 000    | 90 453        | 46 075  | 44 378         | 21,5                               | 10,9                                | 10,5                      | 2,70                     | 2,00              | 3,70             |
| 1986 | 4 255 000    | 94 726        | 40 437  | 54 289         | 22,3                               | 9,5                                 | 12,8                      | 2,78                     | 2,00              | 3,80             |
| 1987 | 4 290 000    | 91 762        | 40 185  | 51 577         | 21,4                               | 9,4                                 | 12,0                      | 2,70                     | 2,10              | 3,80             |
| 1988 | 4 321 000    | 88 568        | 40 912  | 47 656         | 20,5                               | 9,5                                 | 11,0                      | 2,63                     | 2,00              | 3,60             |
| 1989 | 4 349 000    | 82 221        | 40 113  | 42 108         | 18,9                               | 9,2                                 | 9,7                       | 2,46                     | 2,02              | 3,00             |
| 1990 | 4 0364 000   | 77 085        | 42 427  | 34 658         | 17,7                               | 9,7                                 | 7,9                       | 2,39                     | 1,91              | 3,07             |
| 1991 | 4 363 000    | 72 020        | 45 849  | 26 171         | 16,5                               | 10,5                                | 6,0                       | 2,26                     | 1,79              | 2,84             |
| 1992 | 4 353 }000   | 69 654        | 44 522  | 25 132         | 16,0                               | 10,2                                | 5,8                       | 2,21                     | 1,68              | 2,86             |
| 1993 | 4 350 000    | 66 179        | 46 637  | 19 542         | 15,2                               | 10,7                                | 4,5                       | 2,10                     | 1,53              | 2,77             |
| 1994 | 4 350 000    | 62 085        | 52 153  | 9 932          | 14,3                               | 12,0                                | 2,3                       | 1,95                     | 1,44              | 2,54             |
| 1995 | 4 340 000    | 56 411        | 52 969  | 3.442          | 13.0                               | 12.2                                | 0.8                       | 1.76                     | 1.31              | 2.24             |
| 1996 | 4 325 000    | 51 865        | 49 748  | 2.117          | 12,0                               | 11,5                                | 0,5                       | 1,60                     | 1,19              | 2,05             |
| 1997 | 4 311 000    | 51 286        | 51 138  | 148            | 11,9                               | 11,9                                | 0,0                       | 1,55                     |                   |                  |
| 1998 | 4 318 000    | 46 705        | 47 691  | -986           | 10,8                               | 11,0                                | -0,2                      | 1,48                     |                   |                  |
| 1999 | 4 307 000    | 43 511        | 48 904  | -5.393         | 10,1                               | 11,4                                | -1,3                      | 1,43                     |                   |                  |

(e)= estimate

### Moldavia, bajo conrol del gobierno central
Fuente: National Bureau of Statistics of the Republic of Moldova (en inglés).
|       | Población | Nacimientos | Muertes | Cambio natural | Tasa bruta de natalidad (por 1000) | Tasa bruta de mortalidad (por 1000) | Cambio natural (por 1000) | Tasa de fertilidad total (TFR) | TFR urbana | TFR rural | Expectativa de vida (total) | Expectiva de vida (masculina) | Expectativa de vida (femenina) |
| ----- | --------- | ----------- | ------- | -------------- | ---------------------------------- | ----------------------------------- | ------------------------- | ------------------------------ | ---------- | --------- | --------------------------- | ----------------------------- | ------------------------------ |
| 1997  | 3 654 000 | 45 583      | 42 957  | 2.626          | 12,5                               | 11,8                                | 0,7                       | 1,73                           | 1,36       | 2,09      | 66,61                       | 62,86                         | 70,30                          |
| 1998  | 3 652 000 | 41 332      | 39 922  | 1.410          | 11,3                               | 10,9                                | 0,4                       | 1,67                           | 1,32       | 2,03      | 67,77                       | 64,03                         | 71,39                          |
| 1999  | 3 647 000 | 38 501      | 41 315  | -2.814         | 10,6                               | 11,3                                | -0,8                      | 1,61                           | 1,26       | 1,97      | 67,44                       | 63,74                         | 71,04                          |
| 2000  | 3 640 000 | 36 939      | 41 224  | -4.285         | 10,2                               | 11,3                                | -1,2                      | 1,57                           | 1,23       | 1,95      | 67,59                       | 63,87                         | 71,22                          |
| 2001  | 3 631 000 | 36 448      | 40 075  | -3,627         | 10,0                               | 11,0                                | -1,0                      | 1,48                           | 1,21       | 1,92      | 68,20                       | 64,50                         | 71,75                          |
| 2002  | 3 623 000 | 35 705      | 41 852  | -6.147         | 9,9                                | 11,6                                | -1,7                      | 1,41                           | 1,13       | 1,89      | 68,13                       | 64,40                         | 71,71                          |
| 2003  | 3 613 000 | 36 471      | 43 079  | -6.608         | 10,1                               | 11,9                                | -1,8                      | 1,47                           | 1,18       | 1,88      | 68,13                       | 64,47                         | 71,64                          |
| 2004  | 3 604 000 | 38 272      | 41 668  | -3.396         | 10,6                               | 11,6                                | -0,9                      | 1,50                           | 1,19       | 1,91      | 68,38                       | 64,50                         | 72,16                          |
| 2005  | 3 595 000 | 37 695      | 44 689  | -6.994         | 10,5                               | 12,4                                | -1,9                      | 1,219                          | 0,94       | 1,301     | 67,85                       | 63,84                         | 71,66                          |
| 2006  | 3 586 000 | 37 587      | 43 137  | -5.550         | 10,5                               | 12,0                                | -1,5                      | 1,228                          | 1,025      | 1,387     | 68,40                       | 64,57                         | 72,23                          |
| 2007  | 3 577 000 | 37 973      | 43 050  | -5.077         | 10,6                               | 12,0                                | -1,4                      | 1,256                          | 0,973      | 1,543     | 68,79                       | 65,04                         | 72,56                          |
| 2008  | 3 570 000 | 39 018      | 41 948  | -2.930         | 10,9                               | 11,7                                | -0,8                      | 1,277                          | 1,018      | 1,533     | 69,36                       | 65,55                         | 73,17                          |
| 2009  | 3 566 000 | 40 809      | 42 122  | -1.313         | 11,4                               | 11,8                                | -0,4                      | 1,326                          | 1,048      | 1,582     | 69,31                       | 65,31                         | 73,37                          |
| 2010  | 3 563 000 | 40 474      | 43 631  | -3.157         | 11,4                               | 12,3                                | -0,9                      | 1,309                          | 1,055      | 1,531     | 69,11                       | 65,00                         | 73,41                          |
| 2011  | 3 560 000 | 39 182      | 39 249  | -67            | 11,0                               | 11,0                                | -0,0                      | 1,266                          | 1,009      | 1,482     | 70,88                       | 66,82                         | 74,93                          |
| 2012  | 3 560 000 | 39 234      | 39 560  | -326           | 11,0                               | 11,1                                | -0,1                      | 1,279                          | 1,030      | 1,483     | 71,12                       | 67,24                         | 74,99                          |
| 2013  | 3 559 000 | 37 859      | 38 060  | -201           | 10,6                               | 10,7                                | -0,1                      | 1,238                          | 0,975      | 1,449     | 71,85                       | 68,05                         | 75,55                          |
| 2014  | 2 856 950 | 40 909      | 39 555  | 1.354          | 14,3                               | 13,8                                | 0,5                       | 1,82                           |            |           | 69,33                       | 65,20                         | 73,60                          |
| 2015  | 2 834 530 | 40 855      | 39 848  | 1.007          | 14,4                               | 14,1                                | 0,4                       | 1,87                           |            |           | 69,37                       | 65,22                         | 73,72                          |
| 2016  | 2 802 170 | 39 961      | 38 454  | 1.507          | 14,3                               | 13,7                                | 0,5                       | 1,89                           |            |           | 69,85                       | 65,68                         | 74,20                          |
| 2017  | 2 755 158 | 36 640      | 36 820  | -180           | 13,3                               | 13,4                                | -0,1                      | 1,82                           |            |           | 70,77                       | 66,70                         | 74,93                          |
| 2018  | 2 708 214 | 34 764      | 37 307  | -2.543         | 12,8                               | 13,8                                | -0,9                      | 1,82                           |            |           | 70,55                       | 66,24                         | 75,01                          |
| 2019  | 2 663 251 | 32 381      | 36 411  | -4.030         | 12,2                               | 13,7                                | -1,5                      | 1,77                           |            |           | 70,88                       | 66,76                         | 75,11                          |
| 2020p |           | 30 597      | 40 618  | -10 021        |                                    |                                     |                           |                                |            |           |                             |                               |                                |

- Empezando con 2014, los cambios drásticos[6] en las estadísticas son a causa de los nuevos métodos de cálculo y según el censo más actual, e incluye solo datos de personas residentes que vivieron en el país durante los últimos 12 meses sin importar las ausecias temporales (para el propósito de recreación, vacaciones visitas a familiares y amigos, negocios trato médico, peregrinaje religioso, etc.).[7]

### Estadísicas vitales actuales
| Periodo                   | Nacimientos     | Muertes          | Incremento natural |
| ------------------------- | --------------- | ---------------- | ------------------ |
| Enero - diciembre de 2019 | 32 381          | 36 411           | -4.030             |
| Enero - diciembre de 2020 | 30 597          | 40 618           | -10 021            |
| Difference                | -1.784 (-5.51%) | +4.207 (+11.55%) | -5.991             |

### Área controlada porTransnistria
Fuente:
|       | Población | Nacidos vivos | Muertes | Cambio natural | Tasa bruta de natalidad (por 1000) | Tasa bruta de mortalidad (por 1000) | Cambio natural (por 1000) |
| ----- | --------- | ------------- | ------- | -------------- | ---------------------------------- | ----------------------------------- | ------------------------- |
| 1997  | 657 000   | 5.703         | 8.181   | -2.478         | 8,7                                | 12,5                                | -3,8                      |
| 1998  | 665 700   | 5.373         | 7.769   | -2.396         | 8,1                                | 11,7                                | -3,6                      |
| 1999  | 660 000   | 5.010         | 7.589   | -2.579         | 7,6                                | 11,5                                | -3,9                      |
| 2000  | 651 800   | 5.010         | 7.770   | -2.760         | 7,7                                | 11,9                                | -4,2                      |
| 2001  | 642 500   | 4.505         | 7.759   | -3.254         | 7,0                                | 12,1                                | -5,1                      |
| 2002  | 633 600   | 4.630         | 8.118   | -3.488         | 7,3                                | 12,8                                | -5,5                      |
| 2003  | 623 800   | 4.440         | 8.192   | -3.752         | 7,1                                | 13,1                                | -6,0                      |
| 2004  | 554 400   | 4.840         | 8.031   | -3.191         | 8,7                                | 14,5                                | -5,8                      |
| 2005  | 547 500   | 4.664         | 8.186   | -3.522         | 8,5                                | 15,0                                | -6,4                      |
| 2006  | 540 600   | 4.868         | 8.306   | -3.438         | 9,0                                | 15,4                                | -6,4                      |
| 2007  | 533 500   | 4.893         | 8.132   | -3.239         | 9,2                                | 15,2                                | -6,1                      |
| 2008  | 527 500   | 5.290         | 7.967   | -2.677         | 10,0                               | 15,1                                | -5,1                      |
| 2009  | 522 500   | 5.189         | 7.454   | -2.265         | 9,9                                | 14,3                                | -4,3                      |
| 2010  | 518 000   | 5.189         | 7.709   | -2,520         | 10,0                               | 14,9                                | -4,9                      |
| 2011  | 513 400   | 4.999         | 7.289   | -2.290         | 9,7                                | 14,2                                | -4,5                      |
| 2012  | 509 400   | 5.173         | 7.280   | -2.107         | 10,2                               | 14,3                                | -4,1                      |
| 2013  | 505 200   | 4.806         | 6.867   | -2.061         | 9,5                                | 13,6                                | -4,1                      |
| 2014  | 500 700   | 4.994         | 7.313   | -2.319         | 10,0                               | 14,6                                | -4,6                      |
| 2015  | 474 500   | 4.959         | 7.094   | -2.135         | 10,5                               | 15,0                                | -4,5                      |
| 2016  | 470 600   | 4.676         | 6.758   | -2.082         | 9,9                                | 14.4                                | -4,4                      |
| 2017  | 469 000   | 4.500         | 6.684   | -2.184         | 9,6                                | 14,3                                | -4,7                      |
| 2018  | 465 100   | 4.086         | 6.727   | -2.641         | 8,8                                | 14,5                                | -5,7                      |
| 2019  | 465 200   | 3.646         | 6.810   | -3.164         | 7,8                                | 14,6                                | -6,8                      |
| 2020p | 465 800   | 3.463         | 7.258   | -3.795         | 7,4                                | 15,6                                | -8,1                      |

### Estadísticas vitales actuales
| Periodo              | Nacidos vivos | Muertes        | Cambio natural |
| -------------------- | ------------- | -------------- | -------------- |
| Enero - Febrero 2020 | 581           | 1.123          | -542           |
| Enero - Febrero 2021 | 515           | 1.556          | -1,041         |
| Diferencia           | -66 (-11.36%) | +433 (+38.56%) | -499           |

## Inmigración
La población de origen extranjero se distribuye de la siguiente manera (según la oficia de migración y asilo de Moldavia):
Foreign-born population (according to the Office of Migration and Asylum):
| País           | 2018   | 2019   | 2020   |
| Ucrania        | 6,786  | 6,834  | 5,318  |
| Rusia          | 5,742  | 5,953  | 4,068  |
| Israel         | 2,200  | 1,929  | 1,412  |
| Rumania        | 988    | 1,037  | 1,012  |
| Turquía        | 943    | 1,292  | 942    |
| India          | 256    | 520    | 634    |
| Italia         | 501    | 535    | 449    |
| Azerbaiyán     | 371    | 458    | 433    |
| Estados Unidos | 433    | 507    | 364    |
| Bielorrusia    | 327    | 309    | 240    |
| Armenia        | 211    | 229    | 209    |
| Kazajistán     | 202    | 220    | 179    |
| Uzbekistán     | 164    | 327    | 172    |
| Siria          | 140    | 134    | 112    |
| Tayikistán     | –      | –      | 106    |
| Alemania       | 131    | 123    | 101    |
| Georgia        | 98     | 110    | 101    |
| Others         | 3,271  | 3,313  | 1,310  |
| Total          | 22,764 | 23,830 | 17,162 |